# LoRa
LoRa (від Long Range) — пропрієтарний запатентований метод радіозв’язку. Заснований на методах модуляції з розширенням спектра. Був розроблений компанією Cycleo з Гренобля, Франція, і запатентований 2014 року. Пізніше Cycleo була придбана компанією Semtech.
LoRaWAN (Long Range Wide Area Network) — це бездротовий мережевий протокол, який використовується для побудови мереж Інтернету речей на великі відстані. Працює на основі технології LoRa. LoRaWAN є офіційним стандартом Міжнародної спілки електрозв'язку, ITU-T Y.4480. Подальший розвиток протоколу LoRaWAN керується відкритою, неприбутковою організацією LoRa Alliance, засновником якої є компанія Semtech.
Разом LoRa та LoRaWAN визначають мережевий протокол  (LPWA), призначений для бездротового підключення пристроїв, що працюють від акумулятора, до Інтернету в регіональних, національних або глобальних мережах і націлений на ключові вимоги Інтернету речей, такі як двонаправлений зв'язок, наскрізна безпека, послуги мобільності та геолокації. Низька потужність, низька швидкість передачі даних і використання IoT відрізняють цей тип мережі від бездротової глобальної мережі, яка призначена для підключення користувачів або підприємств і передачі більшої кількості даних із більшим споживанням енергії. Швидкість передачі даних LoRaWAN коливається від 0,3 кбіт/с до 50 кбіт/с на канал. 

## Особливості
LoRa використовує безліцензійні субгігагерцові діапазони радіочастот EU868 (863–870/873 МГц) в Європі; AU915/AS923-1 (915–928 МГц) у Південній Америці; US915 (902–928 МГц) у Північній Америці; IN865 (865–867 МГц) в Індії; і AS923 (915–928 МГц) в Азії. LoRa забезпечує передачу даних на великі відстані з низьким енергоспоживанням. Технологія охоплює фізичний рівень, тоді як інші технології та протоколи, такі як LoRaWAN, охоплює мережевий рівень OSI. LoRaWAN може досягати швидкості передачі даних від 0,3 до 27 кбіт/с, залежно від коефіцієнта розширення спектру. LoRa — це одна з найпопулярніших технологій бездротової сенсорної мережі з низьким енергоспоживанням для реалізації Інтернету речей, яка пропонує зв’язок на великій відстані порівняний з такими технологіями, як Zigbee або Bluetooth, але з меншою швидкістю передачі даних. Пристрої LoRa мають можливості геолокації, які використовуються для визначення позицій пристроїв за допомогою відміток часу зі шлюзів.

## LoRa PHY
LoRa використовує власну модуляцію з розширенням спектра, яка подібна до модуляції з розширеним спектром (CSS) і є її похідною. Кожен символ представлений циклічно зміщеним чирпом у частотному інтервалі ( {\displaystyle f_{0}-B/2,f_{0}+B/2} ) де {\displaystyle f_{0}} є центральною частотою і {\displaystyle B} є смугою пропускання сигналу (у Герцах). Коефіцієнт розширення спектру (SF) — параметр радіопередачі, який можна вибрати від 5 до 12, і який представляє кількість символів, надісланих на біт, і, крім того, визначає, наскільки інформація розповсюджується в часі. Є {\displaystyle M=2^{\mathrm {SF} }} різні початкові частоти циклічного зміщеного чирпу (миттєва частота лінійно збільшується та повертається до {\displaystyle f_{0}-B/2} коли вона досягає максимальної частоти {\displaystyle f_{0}+B/2}). Символьна швидкість визначається {\displaystyle R_{s}=B/2^{\mathrm {SF} }}. LoRa може змінювати швидкість передачі даних на чутливість (припускаючи фіксовану пропускну здатність каналу {\displaystyle B}), вибравши SF, тобто кількість використаного розширення спектру. Нижчий SF відповідає вищій швидкості передачі даних, але гіршій чутливості, вищий SF передбачає кращу чутливість, але нижчу швидкість передачі даних. Порівняно з нижчим SF, надсилання того самого обсягу даних з вищим SF потребує більше часу передачі, відомого як час в ефірі. Більше часу в ефірі означає, що модем передає довший час і споживає більше енергії. Типові модеми LoRa підтримують потужність передачі до +22 дБм. Однак нормативні документи відповідної країни можуть додатково обмежувати дозволену потужність передачі. Вища потужність передачі призводить до більшої потужності сигналу в приймачі, а отже, до більшого бюджету зв’язку, але за рахунок споживання більшої енергії. Існують дослідження продуктивності LoRa щодо споживання енергії, відстані зв’язку та середньої ефективності доступу. За даними порталу розвитку LoRa, дальність дії LoRa може досягати 4,8 км у міських районах і до 16 км або більше в сільській місцевості (в умовах прямої видимісті).
Крім того, LoRa використовує кодування прямої корекції помилок для підвищення стійкості до перешкод. Високий діапазон LoRa характеризується високим бюджетом бездротового з’єднання від 155 до 170 дБ. Розширювачі діапазону для LoRa називаються LoRaX.

## LoRaWAN
Оскільки LoRa визначає нижній, фізичний рівень, виникла необхідність у мережевому рівні. LoRaWAN — це протокол, розроблений для визначення верхніх рівнів мережі. LoRaWAN — це хмарний протокол рівня керування доступом до середовища (MAC), але в основному діє як протокол мережевого рівня для керування зв’язком між шлюзами LPWAN і пристроями кінцевих вузлів, як протокол маршрутизації, який підтримується LoRa Alliance.
LoRaWAN визначає протокол зв’язку та архітектуру системи на мережевому рівні OSI, тоді як за фізичний рівень відповідає LoRa. LoRaWAN також відповідає за керування частотами зв’язку, швидкістю передачі даних і живленням для всіх пристроїв. Пристрої в мережі є асинхронними та передають дані, коли вони мають дані для надсилання. Дані, передані пристроєм кінцевого вузла, приймаються кількома шлюзами, які пересилають пакети даних на центральний сервер. Потім дані пересилаються на сервери застосунків. Ця технологія демонструє високу надійність при помірному навантаженні, однак має деякі проблеми з продуктивністю під час надсилання підтвердження.

### CSMA для LoRaWAN
У бездротовому зв’язку, особливо в додатках Інтернету речей (IoT), уникнення колізій є важливим для надійної комунікації та загальної ефективності використання спектра. Раніше LoRaWAN використовував ALOHA як протокол керування доступом до середовища (MAC), але для його покращення Технічна рекомендація TR013 від LoRa Alliance представили CSMA-CA, який не применшує характерні переваги модуляції LoRa, такі як ортогональність коефіцієнта розширення спектру, і можливість зв’язку нижче рівня шуму. Застосування техніки CSMA на основі САПР[уточнити], описаної в TR013 долає обмеження, пов’язані з розпізнаванням на основі потужності отриманого сигналу (RSS), яке не в змозі підтримувати дві зазначені переваги модуляції LoRa. Таким чином, впровадження TR013 підвищує ефективність спектру LoRaWAN і забезпечує більш надійний зв’язок між пристроями, в тому числі в перевантажених середовищах. TR013 базується на LMAC і є першою галузевою та академічною співпрацею LoRa Alliance, результатом якої є Технічна рекомендація.

### Історія версій
- Січень 2015: 1,0[26][27]
- Лютий 2016: 1.0.1[28]
- Липень 2016: 1.0.2[29]
- Жовтень 2017: 1.1, додано клас B[30]
- Липень 2018: 1.0.3[31]
- Жовтень 2020: 1.0.4[32]

### LoRa Alliance
LoRa Alliance — це відкрита, неприбуткова асоціація, основною метою якої є підтримка та просування глобального впровадження стандарту LoRaWAN для масових розгортань Інтернету речей, а також для використання в віддалених або важкодоступних місцях.
Члени LoRa Alliance співпрацюють у динамічній екосистемі виробників пристроїв, постачальників рішень, системних інтеграторів та операторів мереж, забезпечуючи інтероперабельність, необхідну для масштабування IoT по всьому світу з використанням публічних, приватних, гібридних мереж та мереж спільнот. Ключовими напрямками діяльності альянсу є розумне сільське господарство, розумні будівлі, розумні міста, розумна промисловість, розумна логістика та розумні комунальні послуги.
Ключовими членами LoRa Alliance є Actility, Amazon Web Services, Cisco . Everynet, Helium, Kerlink, MachineQ, a Comcast Company, Microsoft, MikroTik, Minol Zenner, Netze BW, Semtech, Senet, STMicroelectronics, TEKTELIC і The Things Industries.  У 2018 році LoRa Alliance нараховує понад 100 мережевих операторів LoRaWAN у понад 100 країнах; у 2023 році їх було майже 200, що забезпечує покриття майже в кожній країні світу.

## Зовнішні посилання
- Альянс LoRa
- Портал розробників LoRa